# Garics vára
Garics vára (horvátul: Garić grad), vár Horvátországban, a Monoszlói-hegység területén.

## Fekvése
Podgarić falutól délnyugatra, a Monoszlói-hegység területén emelkedő 356 méteres magasságú hegy tetején találhatók romjai.

## Története
A várat kifejezetten csak egy 1256-os forrás említi „castrum Garig” néven. Birtokosai elég sűrűn változtak. Eredetileg a zágrábi püspökségé volt, majd királyi vár, Ákos Mikcs szlavón báné, Pécsi Pálé, azután ismét a királyé, a 15. században Tallóci Matkóé, de közben volt királynéi birtok is. Végül 1544-ben a zágrábi püspökségtől foglalta el a török, ezután nagyon lepusztult állapotba került.

Garics várának tervrajza

## A vár mai állapota
Garics várának tekintélyes romja a monoszlói-hegység északi lejtőin, a település felett 356 méteres tengerszint feletti magasságban, erdőktől körülvéve található. A várhoz meredek, aszfaltozott út vezet fel. A középkorban nagy jelentőségű erősséget a török 1544-ben foglalta el, amikor részben megsemmisült, részben romos állapotba került. A várnak megmaradt a lakó és az öregtornya és jól láthatók a várat övező árkok, valamint a kapuk és a híd helye is. A falakon belül, némi épületmaradványok alapfalai is megfigyelhetők.A romok környékét a legutóbbi időkben tisztították ki és a területet rendezték.
A vár alatt találhatók a garicsi pálos kolostor romjai.